# 艦隊航空隊
艦隊航空戦隊（かんたいこうくうせんたい、Fleet Air Arm, FAA）は、イギリス海軍の航空機による作戦をつかさどる部門である。艦隊航空戦隊にはおよそ6,200人の人員が所属し、これはイギリス海軍の総人員の15%以上にあたる。そしておよそ200機の実戦機と50機以上の支援および訓練用航空機を運用している。アグスタウェストランド マーリン、ウェストランド シーキング、ウェストランド リンクスなどの艦載ヘリコプターのほか、以前はハリアー GR.7/9も運用していた。
艦隊航空戦隊は、イングランド、サマセット州のヨービルトン基地（HMSヘロン）の近くに博物館を持っており、艦隊航空戦隊が運用した歴史的に重要な多くの航空機を中心に、さまざまな航空機を展示している。

## 沿革

### 草創期
イギリスの海軍航空部門は1909年、軍用飛行船の建造で始まった。王立海軍はその最初の搭乗員を1911年に誕生させたが、1912年5月、海軍および陸軍の航空部隊は統合されてイギリス王立航空隊（Royal Flying Corps、RFC）となった。RFCは陸軍航空団と海軍航空団で構成されたが、1914年7月、海軍本部は海軍航空団を独立させて自らの下部組織とし、王立海軍航空隊（Royal Naval Air Service、RNAS）と改称した。
1914年8月に第一次世界大戦が勃発したとき、RNASが所有していた航空機は、海軍脱退後のRFCより多かった。RNASの主要な任務は艦隊偵察であり、敵の軍艦・潜水艦を沿岸に捜索することであり、また敵国の沿岸領域を攻撃し、かつイギリスを敵の空襲から守ることであって、そのために西部戦線に沿って展開した。1918年4月、RNASは、王立航空隊と合併してイギリス空軍となった。このように艦上機が海軍の手から離れたことで機種の更新や兵力の整備が滞り、日米に空母の主導権を奪われるという結果になったとも評される。

### 艦隊航空隊
1924年4月1日に、イギリス空軍のうち航空母艦やその他の戦闘艦艇から作戦を行う部隊によりイギリス空軍艦隊航空隊が編成された。
1939年5月24日、艦隊航空戦隊はサー・トーマス・インスキップの指揮下、海軍省の管轄に戻されてイギリス海軍航空部（Air Branch of the Royal Navy）と改名された。
第二次世界大戦開始時、艦隊航空戦隊は20個飛行隊とわずか232機の航空機を保有しているだけだったが、終結時には世界的に展開して59隻の航空母艦、3,700機の航空機、72,000人の将兵と56の基地を持つに至っていた。航空母艦は戦艦に取って代わって艦隊の主力艦となり、その搭載機は主たる攻撃手段となっていた。

## 編制

### 飛行隊
FAAの飛行隊は「番号 NAS」と表記される。NASは「Naval Air Squadron」の意味である。以下のリストでは「第（番号）海軍飛行隊」と表記する。FAAでは700から799までの番号を訓練および実験のための飛行隊に割り当て、800から899の範囲を実戦部隊及び作戦転換部隊（OCU）に割り当てている。第二次世界大戦中には、1700番台および1800番台が実戦部隊に使用されたことがある。現在1700番台の飛行隊は航空機を持たない支援部隊となっている。
FAAの2018年現在の飛行隊は以下のとおり。（隊号 - 使用機 / 基地）
- 第700X海軍飛行隊 - スキャンイーグル / カルドローズ基地
- 第703海軍飛行隊 - G 115 チューター / バークストン・ヒース空軍基地
- 第705海軍飛行隊 - ジュノーHT1 / ショーベリー空軍基地（国防ヘリコプター飛行学校所属）
- 第727海軍飛行隊 - G115 チューター / ヨービルトン基地
- 第736海軍飛行隊 - ホーク T1 / カルドローズ基地
- 第750海軍飛行隊 - アヴェンジャーT1 / カルドローズ基地
- 第809海軍飛行隊 - F-35B / マーハム空軍基地
- 第814海軍飛行隊 - マーリン HM.2 / カルドローズ基地
- 第815海軍飛行隊 - ワイルドキャット HMA.2 / ヨービルトン基地
- 第820海軍飛行隊 - マーリン HM.2 / カルドローズ基地
- 第824海軍飛行隊 - マーリン HM.2 (OCU) / カルドローズ基地
- 第825海軍飛行隊 - ワイルドキャット HMA.2 (OCU) / ヨービルトン基地
- 第845海軍飛行隊 - マーリン HC.3 / ヨービルトン基地
- 第846海軍飛行隊 - マーリン HC.3 / ヨービルトン基地
- 第847海軍飛行隊 - ワイルドキャット AH.1/ ヨービルトン基地
- 第849海軍飛行隊 - シーキング ASaC.7 / カルドローズ基地

カルドローズ基地（HMSシーホーク）はコーンウォール州ヘルストン近郊、ヨービルトン基地（HMSヘロン）はサマセット州イルチェスター近郊にある。補助または臨時飛行場は、それぞれプレダナックとメリーフィールドにある。

### イギリス海軍予備員・航空部門
1938年、海軍省艦隊命令2885は、イギリス海軍予備員（RNR）に航空部門を編成することを発表した。33人の未婚の男性が18ヵ月のフルタイムの飛行訓練の契約にサインしたが、これら初の志願者が部隊を編成する前にイギリスは戦争に突入した。
1945年の第二次大戦終結時、イギリス海軍志願予備員（RNVR）航空部門（RNVR（A））は総勢46,000人の勢力を有し、そのうち搭乗員は8,000人以上を数えていた。戦後は、RNVR（A）は12個の予備飛行隊で構成され、地域ごとに航空師団としてまとめられていた。しかし、1957年の国防費削減によって、5個の航空師団は解散され、また翌年にはRNVRはRNRに統合された。
RNR航空部門は1980年7月16日にヨービルトン海軍航空基地で編成され、直ちに、38人の搭乗員経験者の再教育訓練が開始された。現在、航空部門は経験を有するおよそ250人の将兵で構成されており、艦隊航空戦隊をサポートしてすべての航空任務をカバーしている。

## 保有機材
FAAは固定翼機と回転翼機を運用する。FAAは空軍と同じ命名法を使用している。

### レシプロ機
1947年に配備されたシーフューリーはFAA最後のレシプロ戦闘機となったが、レシプロ戦闘機としては最高速の部類で、朝鮮戦争では、ジェット機であるMiG-15を撃墜する戦果を挙げている。

### ジェット機

#### CTOL機
1940年代後期、FAAは最初のジェット機であるシーバンパイアを取得し、これは航空母艦からの発着艦を記録した最初のジェット機となった。部隊配備という点で先鞭をつけたのが1951年に配備されたアタッカーで、1953年に配備されたシーホークがこれに続いた。また1954年にシーベノムが配備されたことで、夜間戦闘機（全天候戦闘機）もジェット化された。
1950年代後半には、アメリカ海軍の空母航空団では超音速機の配備が始まっていたのに対し、FAAでは、シーホークの後継機として1958年から配備されたシミターでも、超音速を発揮するには緩降下が必要であった。一方、全天候戦闘機としては、1960年からシービクセンの配備が開始された。また1962年からは、低空侵攻を主眼として開発された艦上攻撃機であるバッカニアが配備された。
しかし大英帝国の衰退に伴う財政難（英国病）は防衛力整備にも重大な影響を与えており、1966年度国防白書でCVA-01級航空母艦の計画中止が決定されたことで、海軍は、将来的に正規空母を手放さざるを得ない事態に直面した。最後の艦上戦闘機として、1969年からはアメリカ製のファントムFG.1が配備されたものの、1978年12月にはその最後の運用部隊である第892海軍飛行隊が解隊され、空母からの固定翼機の運用の掉尾を飾ったかに見えた。

#### V/STOL機
1960年代後半の時点で、初の実用垂直離着陸機であるハリアーGR.1が空軍の攻撃機として採用され、1969年には既に初の実戦飛行隊も編成されていた。また早い段階から空母での運用も模索されており、1963年2月には、既に試作機であるホーカー・シドレー P.1127が「アーク・ロイヤル」で離着艦に成功していた。このような垂直/短距離離着陸機（V/STOL機）であれば、CTOL機を運用できない対潜空母やコマンドー母艦（ヘリコプター揚陸艦）、また当時計画が進んでいた全通飛行甲板巡洋艦（後のインヴィンシブル級）のようなヘリ空母であっても、十分に運用できることが注目されるようになっていた。
ハリアーGR.1の戦力化が進むにつれて、艦艇での運用適応テストが順次に実施されており、1969年9月にはコマンドー母艦「ブルワーク」、1970年3月には空母「イーグル」、1971年3月には「アーク・ロイヤル」でも運用適応テストが実施された。そして1975年、同機を元にした艦上戦闘機としてシーハリアーFRS.1が発注された。1982年のフォークランド紛争では、「ハーミーズ」「インヴィンシブル」に搭載されたシーハリアーFRS.1が現地に展開したほか、後には空軍のハリアーGR.3攻撃機も「ハーミーズ」艦上に展開した。
その後、統合運用の進展に伴い、2000年にはハリアー統合部隊 (Joint Force Harrier) が設置されて、空軍のハリアーGR.7攻撃機と海軍のシーハリアーFA.2艦上戦闘機の飛行隊の指揮系統が一元化されることになった。既に空軍のハリアーGR.7も艦上運用に十分な経験を積んでいたことから、空対空任務に適したシーハリアーFA.2と空対地任務に適したハリアーGR.7と、それぞれの利点を活かした運用が可能となった。その後、2004年3月に第800飛行隊が、2005年3月に第899飛行隊が、そして2006年3月31日に第801飛行隊が機種転換を完了して、シーハリアーFA.2の運用は終了し、JFHの運用機材はハリアーGR.7/9に一本化された。2007年には、第800・801海軍飛行隊を統合して海軍打撃航空団 (Naval Strike Wing) が編成されて、ハリアーGR.7/9を運用した。2010年4月1日、NSWは第800海軍飛行隊と改称したが、同年10月に発表された戦略防衛安全保障見直し (Strategic Defence and Security Review 2010) においてハリアーIIの運用終了が決定された。11月24日に空母「アーク・ロイヤル」で最後の飛行が行われ、12月15日に運用が終了した。
その後、F-35Bが実用化されると、クイーン・エリザベス級航空母艦の艦上戦闘機として導入されることになった。ハリアーでの統合運用の経験を踏まえて、イギリス軍が導入するF-35Bはライトニング部隊司令部 (Lightning Force HQ) のもとで統合運用されることになっており、まず空軍の第617飛行隊が編成されて、2020年7月には初の艦上展開を開始した。
固定翼機の操縦士の訓練にはグロプ チューターが使われる。またホーク T1も運用され、訓練の際の敵機の役割をもって、たとえばAEWの戦闘機管制訓練や、艦載機パイロットのための空対空戦闘訓練などに使用されている。観測員の訓練はジェットストリーム T2退役後ビーチクラフト キングエア350で行われている。

### ヘリコプター
FAA初の実用的ヘリコプターはシコルスキー S-51で、1950年代初頭より空母のトンボ釣り (Plane guard) 任務などに投入された。1953年には、シコルスキー S-55をウェストランド社がライセンス生産したホワールウィンドが配備された。また1961年には、その発展型であるS-58のライセンス生産版であるウェセックスも導入された。
これらのヘリコプターは、固定翼機と一緒に空母に搭載されていた。その後、水上戦闘艦でも長射程の対潜兵器としての役割を果たす中距離魚雷投射ヘリコプター（MATCH）を搭載することになり、まずフリゲートなどにワスプが配備された。ただしワスプは目視のほかに潜水艦を捜索するセンサーを持っておらず、1962年就役のカウンティ級駆逐艦では吊下式ソナーの運用が求められたことから、大型のウェセックスが搭載された。
その後、1970年にはウェセックスの後継としてシーキング、また1977年にはワスプの後継としてリンクスが導入された。前者は哨戒ヘリコプター（HAS）および救難ヘリコプター（HAR）、更に輸送ヘリコプター（HC）として配備されたほか、フォークランド紛争の戦訓を踏まえて、早期警戒機（AEW）も開発・配備されている。一方、後者は艦載ヘリコプターとして広く配備されており、当初は哨戒ヘリコプター（HAS）と称されていたが、多用途性の向上とともに、Mk.8ではHMAと改称された。
また現在では、シーキングの後継機種としてマーリンが、またリンクスの後継機種としてワイルドキャットが導入されている。
回転翼機のパイロットはショーベリー空軍基地にある国防ヘリコプター飛行学校（Defence Helicopter Flying School）で訓練を受ける。国防ヘリコプター飛行学校は、海軍を含む軍人と民間人のインストラクターからなる三軍共同組織であり、基礎的な飛行から、計器飛行・航法・編隊飛行・指揮といった高度な飛行技術まで教育する。

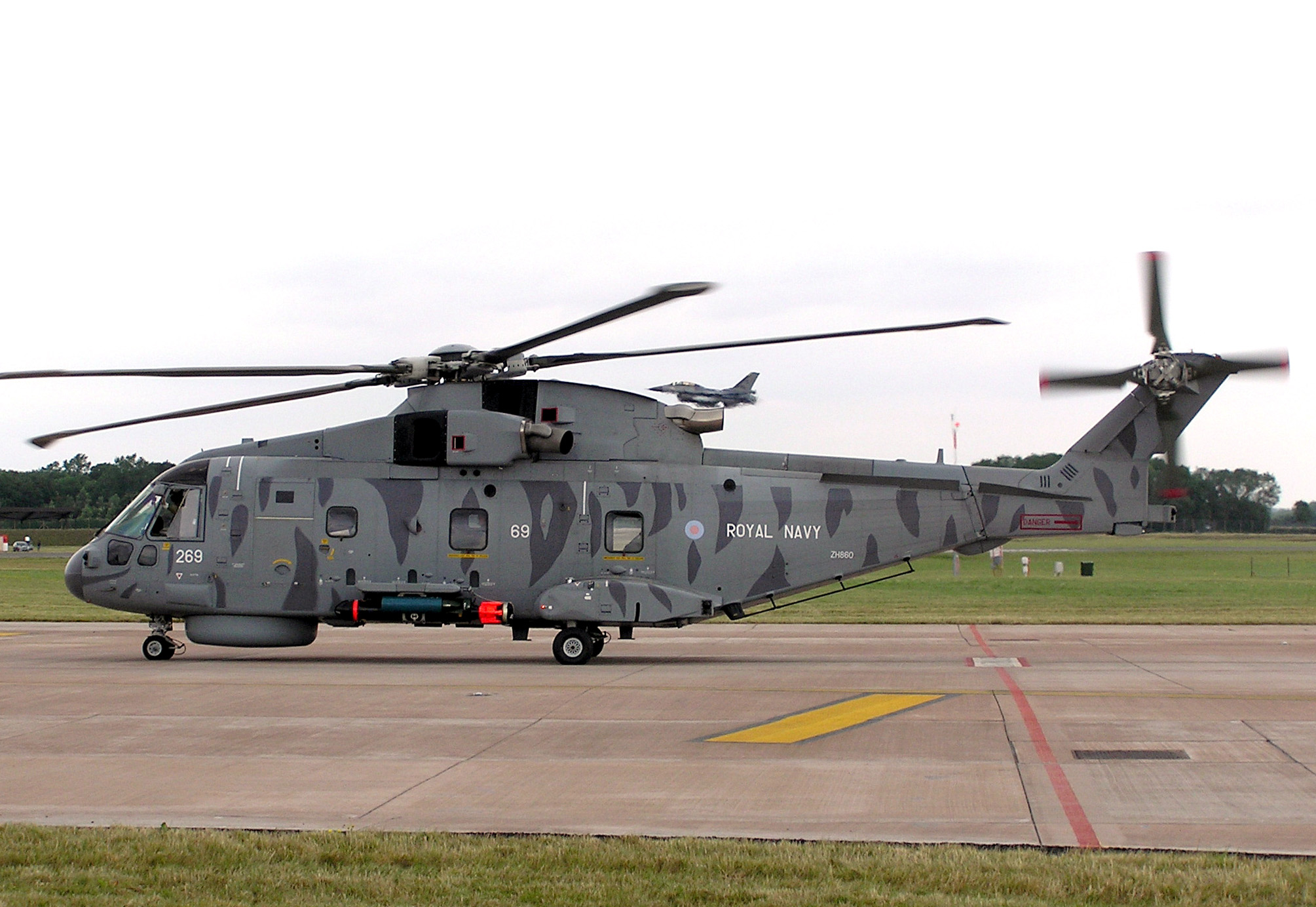
マーリン HM.1（第814飛行隊）
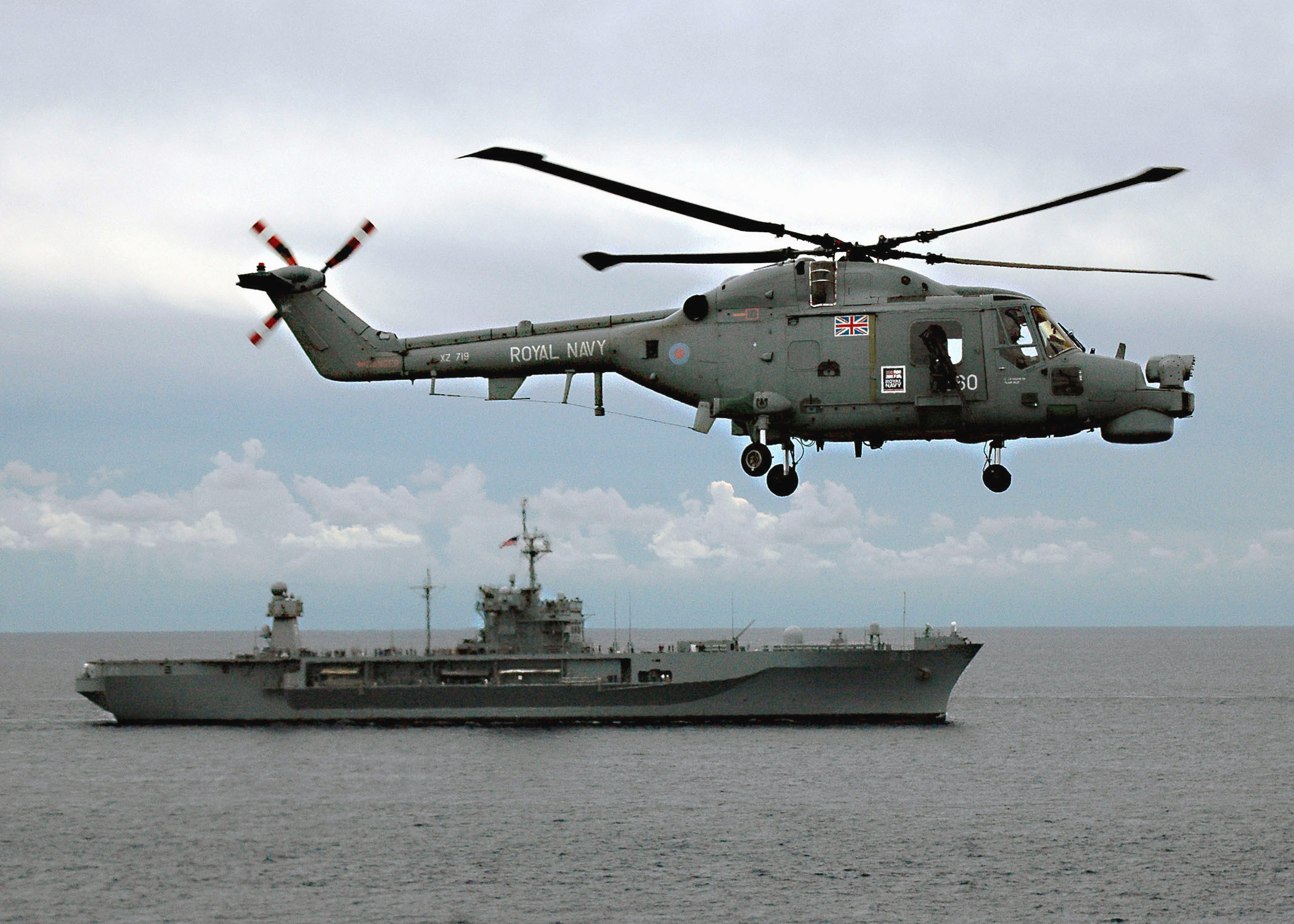
リンクス HMA.8（第702飛行隊）
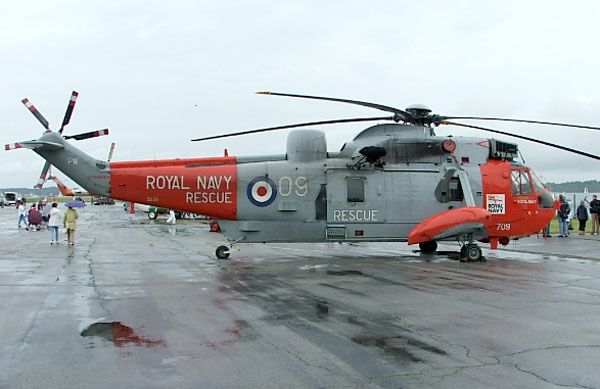
シーキング HAR.5（第771飛行隊）

### 保有数
固定翼機（2020年時点）
- ビーチクラフト キングエア350×4

回転翼機（2020年時点）
- アグスタ-ウェストランドAW101マーリンHM.2×30(稼働19機)
- アグスタ-ウェストランドAW101マーリンHC. 3i /4×25(稼働21機)
- アグスタ-ウェストランドAW159ワイルドキャットHMA.2×28(稼働21機)[17]

## 著名な構成員
- ヘンリー・ファンコート大佐
- ヘンリー・アリンガム

ユトランド沖海戦の最後の生存者。イギリスの男性最長寿者（109歳）だった。（ただし海戦時点でのイギリス海軍航空隊はのちに空軍の一部となっており、アリンガムは艦隊航空隊のメンバーではない。）
- ジョン・モファット少佐

1941年5月26日、ドイツ戦艦ビスマルクを行動不能に陥れた。
- ユージン・エズモンド少佐、VC、DSO

1942年2月12日、海軍第825飛行隊のソードフィッシュを率いて「チャンネル・ダッシュ」中のドイツ巡洋戦艦シャルンホルスト、グナイゼナウを攻撃、戦死した。
- エリック・「ウィンクル」・ブラウン大佐、CBE、DSC、AFC、FRAeS

個人で最も多種類（487種）の航空機を飛行させた世界記録を保有している。また、1945年12月、テストパイロットとして、ジェット機による初の航空母艦への着艦を行った。
- サー・ローレンス・オリヴィエ

伝説的なイギリスの舞台および映画俳優、監督。第二次世界大戦時、志願して海軍パイロットとなった。最終階級は海軍大尉。
- アンドルー王子

フォークランド紛争当時に在籍。
- サー・ジョージ・マーティン

ビートルズのレコード・プロデューサー
- ケネス・モア

俳優。「Reach for the Sky」、「ビスマルク号を撃沈せよ!」などに出演。
- マイケル・ホーダーン

俳優。第二次世界大戦時、戦闘機の管制官として従軍。